# Dāmanjān
Dāmanjān (persiska: دامنجان) är en ort i Iran.   Den ligger i provinsen Khorasan, i den nordöstra delen av landet, 700 km öster om huvudstaden Teheran. Dāmanjān ligger 1 459 meter över havet och antalet invånare är 266.
Terrängen runt Dāmanjān är huvudsakligen kuperad, men österut är den bergig. Runt Dāmanjān är det ganska tätbefolkat, med 56 invånare per kvadratkilometer. Närmaste större samhälle är Shūrī-ye Bozorg, 17,4 km söder om Dāmanjān. Trakten runt Dāmanjān består i huvudsak av gräsmarker.